# Valeriana flaccidissima
Valeriana flaccidissima là một loài thực vật có hoa trong họ Kim ngân. Loài này được Maxim. miêu tả khoa học đầu tiên năm 1868.

## Hình ảnh

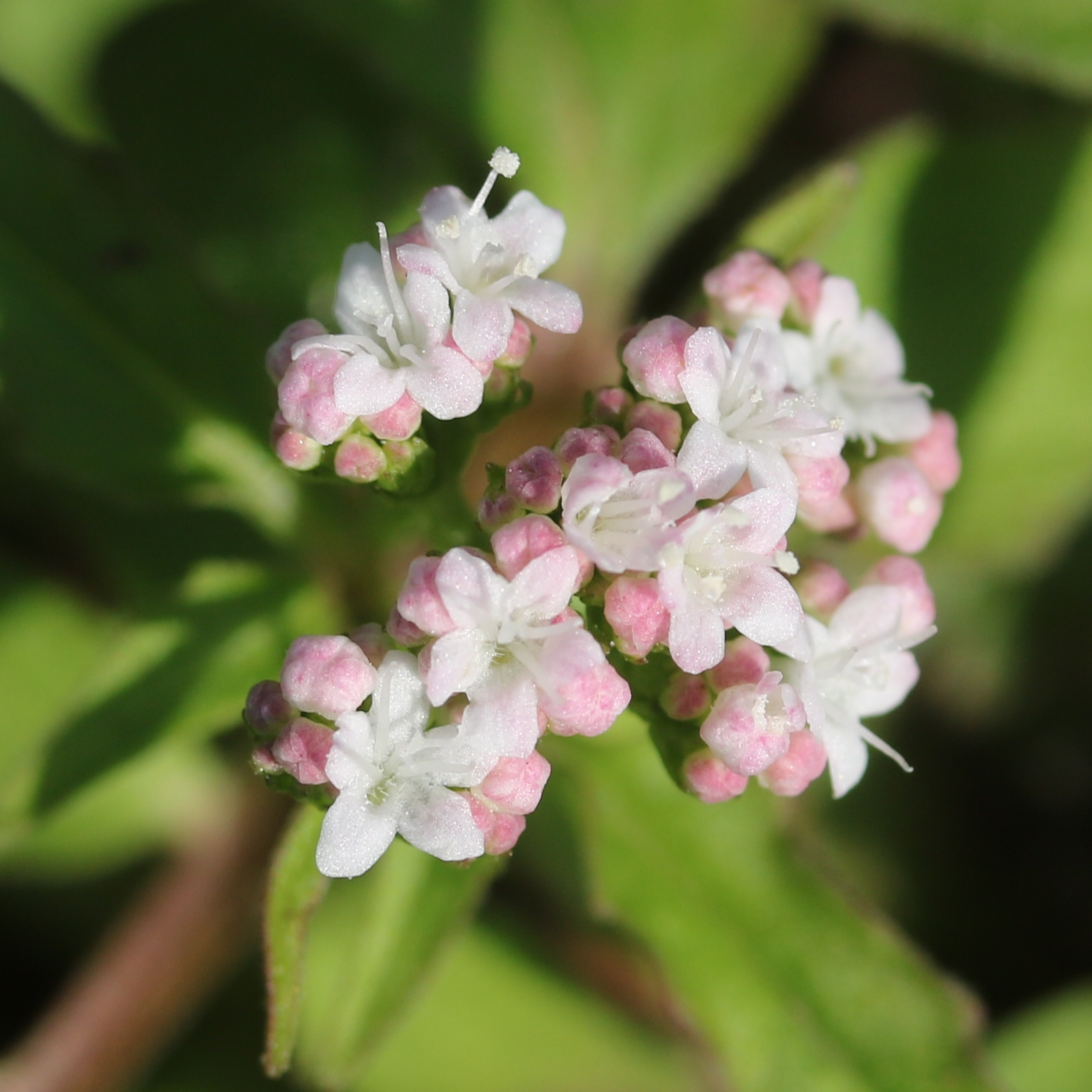
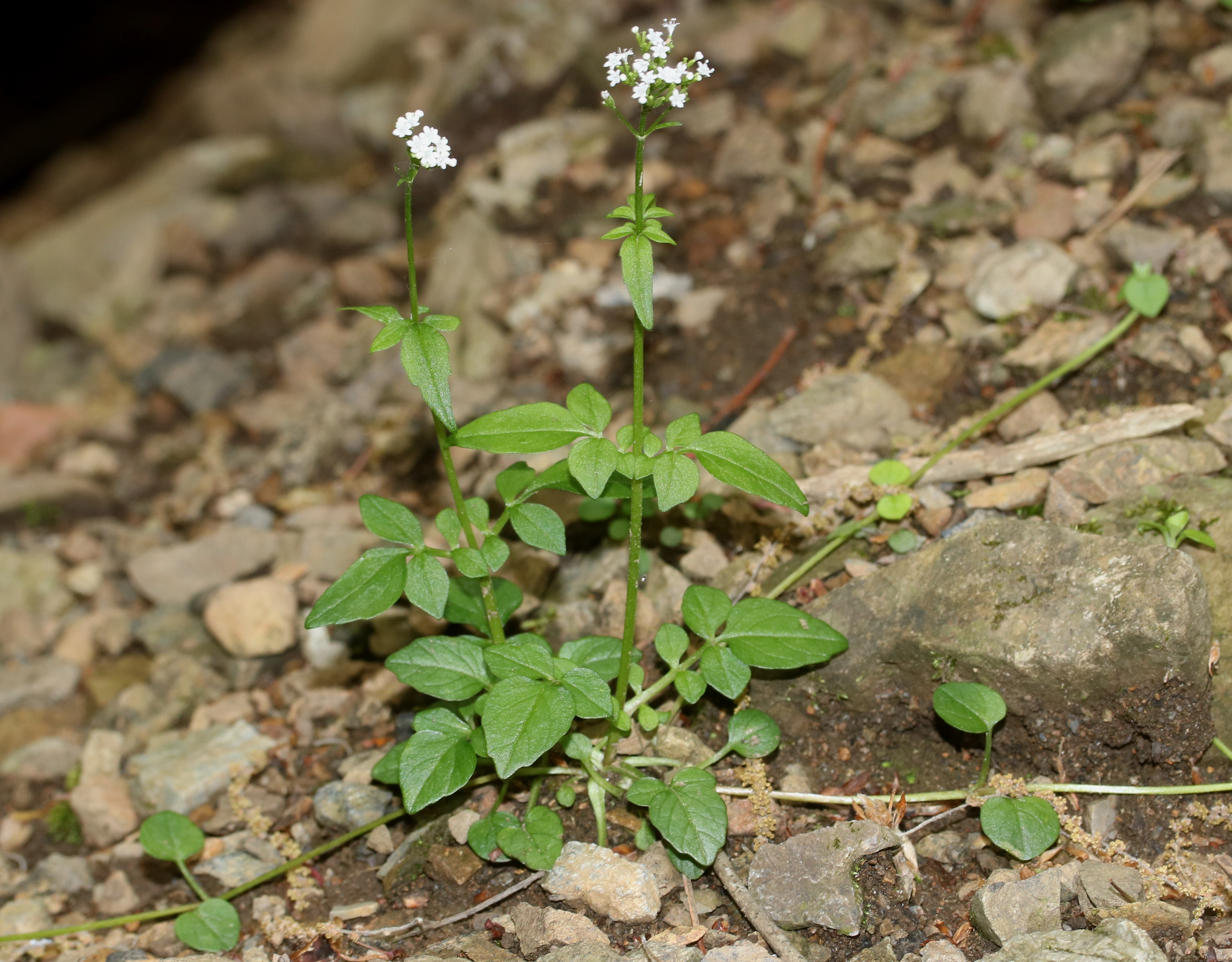